# Electro Street
 (janvier 2021).
Electro Street est un groupe de danse électro fondé en 2007. Il est composé de cinq danseurs, chorégraphes et acteurs : Alou Sidibé, Adrien Sissoko, Mamadou Bathily, Taylor Château (ou Taylor Kastel) et Romain Guillermic.

## Historique du groupe
- 2007 : Fondation du groupe.
- 2010 : Création du spectacle Elektro Kif de la chorégraphe Blanca Li, en résidence au CCN de Créteil[1].
- 2011 : Kyrra obtient le titre de champion du monde de danse électro en solo.
- 2017 : Taylor obtient le titre de champion du monde de danse électro en solo.
- 2018 : Skips obtient le titre de champion du monde de danse électro en solo.
- 2018 : Victoire en finale du concours international Move & Prove organisé à Saint-Pétersbourg en décembre[2]. Le groupe intègre ensuite la distribution du film Climax de Gaspar Noé.
- 2021 : 24H avec La Street d'Electro Street au Cabaret Sauvage. Mise en scène par Regis Truchy, co-produit par Electro Street et le Cabaret Sauvage.

## Membres

### Adrien Sissoko, alias Fiasco
Adrien Sissoko est un chorégraphe et danseur en France. En 2010, il a commencés des masterclass, ainsi qu’une tournée internationale (Angleterre, Bulgarie, Chine, Espagne, Indonésie, Japon, Pays de Galles, Philippine) avec le spectacle Electro kif pendant 4 ans. Il remporte, avec son groupe, leur premier championnat du monde « Vertifight » en 2011. Ils obtiennent quatre titres de champion du monde depuis 2019 : « Move & prove », ce dernier en Russie.
Il continue de développer la direction artistique avec Electro Street sur plusieurs projets vidéo ou de danse, notamment au théâtre Marigny, pour le lancement d’une paire de basket Adidas en France.
Adrien a élaboré le stylisme du prochain spectacle d’Electro Street avec la collection Loewe automne/hiver 2020. Il fait la plupart des styles depuis leur début. Vogue fait un article sur Adrien via leur site Internet et il danse pour cette collaboration avec Lacoste. 
En 2018, on retrouve Adrien auprès du réalisateur Gaspar Noé dans le film Climax, présenté à la Quinzaine des réalisateurs lors du festival de Cannes 2018. Il donne dans la même année et l'année suivante des workshops à Los Angeles et Saint-Pétersbourg.

### Mamadou Bathily, alias Bats
Né le 25 février 1991 en région parisienne, Mamadou Bathily est danseur, chorégraphe, modèle et DJ. Il débute la danse electro en 2007 en visionnant des vidéos sur internet. 
En 2009, lors d’un battle de danse Vertifight, il se fait remarquer et intègre le groupe Electro Street. Il forme un duo avec Taylor qui est son ami d’enfance. Il va donner des Master Class à l'étranger, notamment en Biélorussie, en Allemagne et en Russie. Il a perfectionné son style flextro, basé sur un mélange entre le flexing et l'énergie de la danse electro.

### Taylor Chateau, alias Kastel
Taylor Chateau approfondit son style en exerçant le hip-hop, ou encore le flexing. En mélangeant ses influences, il crée un nouveau style : l'Abstrakt Electro.
Fin 2012, il est le représentant de la culture électro au "I love this dance", événement organisé par Vicelow (ex-membre des Saïan Supa Crew) à La Cigale et se montre aux yeux de la culture hip-hop comme l’une des révélations 2012/2013.
En 2013, Taylor participe à l’une des plus grandes compétitions mondiales : le Juste debout. Il terminera finaliste dans la catégorie expérimentale.
Il commence sa carrière internationale en donnant des masterclass et en jugeant de nombreuses battle à Paris, Cannes, Biélorussie, Ukraine, Maroc, ou encore le Mexique.
En 2016, il fait partie du spectacle d'inauguration de La Canopée du Forum des Halles, orchestré par Benjamin Millepied.
Taylor a part ailleurs participé à de nombreux projets, tels qu'une publicité pour la collaboration Balmain x H&M, le clip Thirst de SebastiAn (réalisé par Gaspar Noé), ou encore le clip Respire du chanteur Gaël Faye.

### Romain Guillermic, alias Skips
Né le 11 novembre 1994, il débute dans sa jeunesse par le football au sein du club junior du Paris Saint-Germain jusqu'à ses treize ans. Ayant découvert la danse un an auparavant, il déclare que celle-ci lui a permis de mettre à profit son impulsivité. 
En 2013, il va donner des masterclass à l'étranger, notamment au Mexique.
Côté cinéma, il fait ses premiers pas dans Elektro Mathematrix de Blanca Li. Il s'agit d'un film muet, adapté de la pièce Elektro Kif de la même chorégraphe dans laquelle il a également dansé. Lors de sa participation au film Climax, sa performance sort du lot, comme le décriront par exemple Vanity Fair ou Interview en 2018.

#### Filmographie

##### Cinéma
- 2016 : Elektro Mathematrix de Blanca Li : Skip 3[14]
- 2018 : Climax de Gaspar Noé : David[17]
- 2020 : De l'or pour les Chiens de Anna Cazenave Cambet : Le garçon de la fête[18]
- 2021 : La Ruche de Christophe Hermans : Samir[19]

##### Clips
- 2018 : Doesn’t matter, Christine and the Queens, réalisé par Colin Solal Cardo
- 2018 : Damn, dis-moi, Christine and the Queens feat Dâm-Funk réalisé par Jordan Bahat[20]

##### Spectacles
- 2010 : Elektro Kif de Blanca Li
- 2014 : Bliss d’Anthony Egéa
- 2014 : Z’up d'Electro Street
- 2016 : Les 3 Mousquetaires, de Dominic Champagne et René Richard Cyr
- 2018 : Elektrik de Blanca Li
- 2021 : 24H avec La Street d'Electro Street au Cabaret Sauvage, mise en scène par Regis Truchy, co-produit par Electro Street et le Cabaret Sauvage